# Алан-гоа

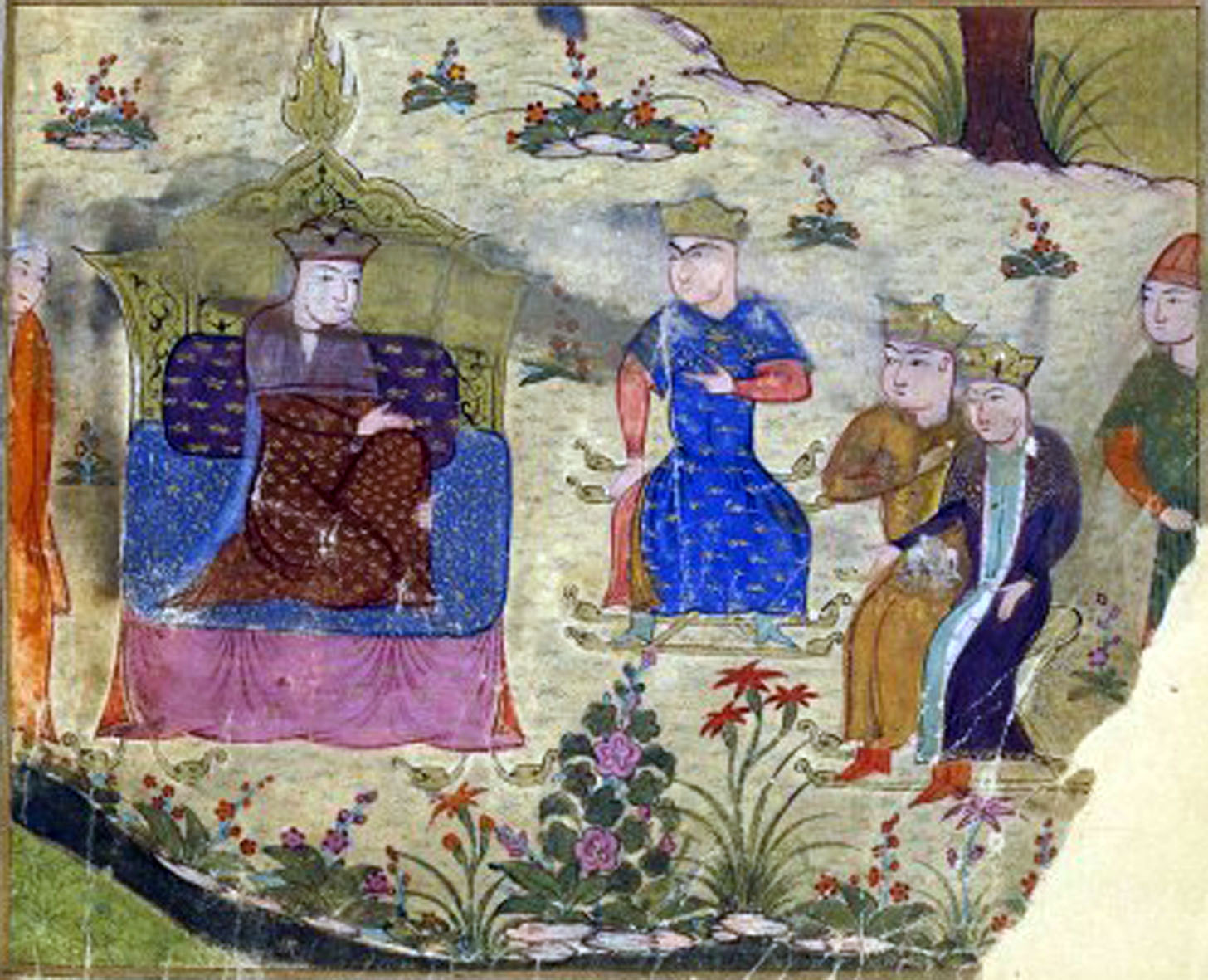
Алан-гоа із синами. Мініатюра першої половини XV століття

Алан-гоа — легендарна прародителька нірун-монголів, панівної фратрії у хамаг-монголів (монголи до створення Монгольської імперії). За легендою, була дочкою Хорілартай-Мергана, ватажка хорі-туматів, і Баргуджін-Гоа, доньки владики Баргутів.
У зв'язку із суперечками через звіроловні угіддя на хорі-туматських землях, батько Алан-гоа, нойон Хорілартай-Мерган, вирішив відокремитися в окремий рід — Хорілар, і разом зі своїми кочовищами рушив до земель у гори Бурхан-Халдун. Тут їх помітили брати Добун-Мерган і Дува-Сохор. Алан-гоа, будучи неодруженою, була видана в шлюб з Добун-Мерганом.
Від Добун-Мергана Алан-гоа народила двох синів — Бельгунотай і Бугунотай; ще трьох — Бугу-Хадагі, Бухату-Салчжі й Бодончар, — народила вже після смерті чоловіка. Старші сини стали підозрювати, що ці діти могли народитися від слуги в будинку Алан-Гоа, вихідця з роду Мааліх-баяуд.
Дізнавшись про це, Алан-гоа зібрала синів і дала кожному по хворостинці (згідно з іншою версією, по стрілі), попросивши їх зламати, що ті з легкістю зробили. Потім Алан-гоа дала синам вже пучок з п'яти пов'язаних хворостинок і знову попросила зламати, але на цей раз ні у кого з них не вийшло цього зробити. Тоді Алан-гоа сказала синам, що якщо вони відокремляться один від одного, то будь-який з них буде переможений так само легко, як одна хворостинка; але якщо вони будуть триматися разом, як зв'язка з п'яти хворостин, здолати їх буде набагато складніше.
Алан-гоа розкрила і таємницю народження трьох своїх молодших синів: згідно з нею, щоночі до Алан-гоа приходила світло-русява (або рудоволоса) людина, світло від якої проникало в її лоно. Подібні легенди зустрічаються у ряду народів, наприклад, у споріднених монголам киданів. Попри це, деякі дослідники, такі як П. Рачневський, дотримуються версії походження Борджигінів від Мааліх-баяудайця; Е. І. Кичанов також вважає цю версію допустимою. Згідно альтернативного припущення І. М. Березіна, батько молодших синів Алан-гоа міг бути киргизом або, як припускав Е. І. Кичанов, вихідцем з «омонголеного» киргизького роду. При цьому в сучасних дослідженнях генетиків відзначається приналежність предків Борджигінів до гаплогрупи C2 і, таким чином, спростовується припущення І. Н. Березіна. Гаплогрупа C2, як зазначено в роботах з популяційної генетики, маркує демографічну експансію монголомовних популяцій Центральної Азії.
Легенда про непорочне зачаття Алан-гоа з «Таємної оповіді монголів» і переказ із «Збірника літописів» про вагітність Алан-гоа від променя світла, згідно з Б. Р. Зоріктуєву, відображають офіційне замовлення панівної еліти для створення «ідеї про небесний мандат монгольського хана на правління земною імперією».
Сини Алан-гоа Бельгунотай, Бугунотай, Бугу-Хатагі і Бухуту-Салчжі стали засновниками родів Бельгунот, Бугунот, Хатагін і Салджіут; молодший син, Бодончара, став родоначальником Борджигінів. З цього роду походив Чингісхан.